# Nellie Carrington
Nellie Carrington (eigentlich Eleanor Elizabeth Carrington, verheiratete Oliver; * 27. August 1916 im Metropolitan Borough of Poplar; † 7. Oktober 1998 in Thurrock) war eine britische Hochspringerin.
Bei den Olympischen Spielen 1936 wurde sie Achte.
Ihre persönliche Bestleistung von 1,575 m stellte sie am 10. Juni 1935 in Morecambe auf.